# Abarth 500
Abarth 500 – samochód osobowy klasy miejskiej produkowany pod włoską marką Abarth od 2008 roku. Od 2023 roku produkowana jest druga generacja modelu.

## Pierwsza generacja

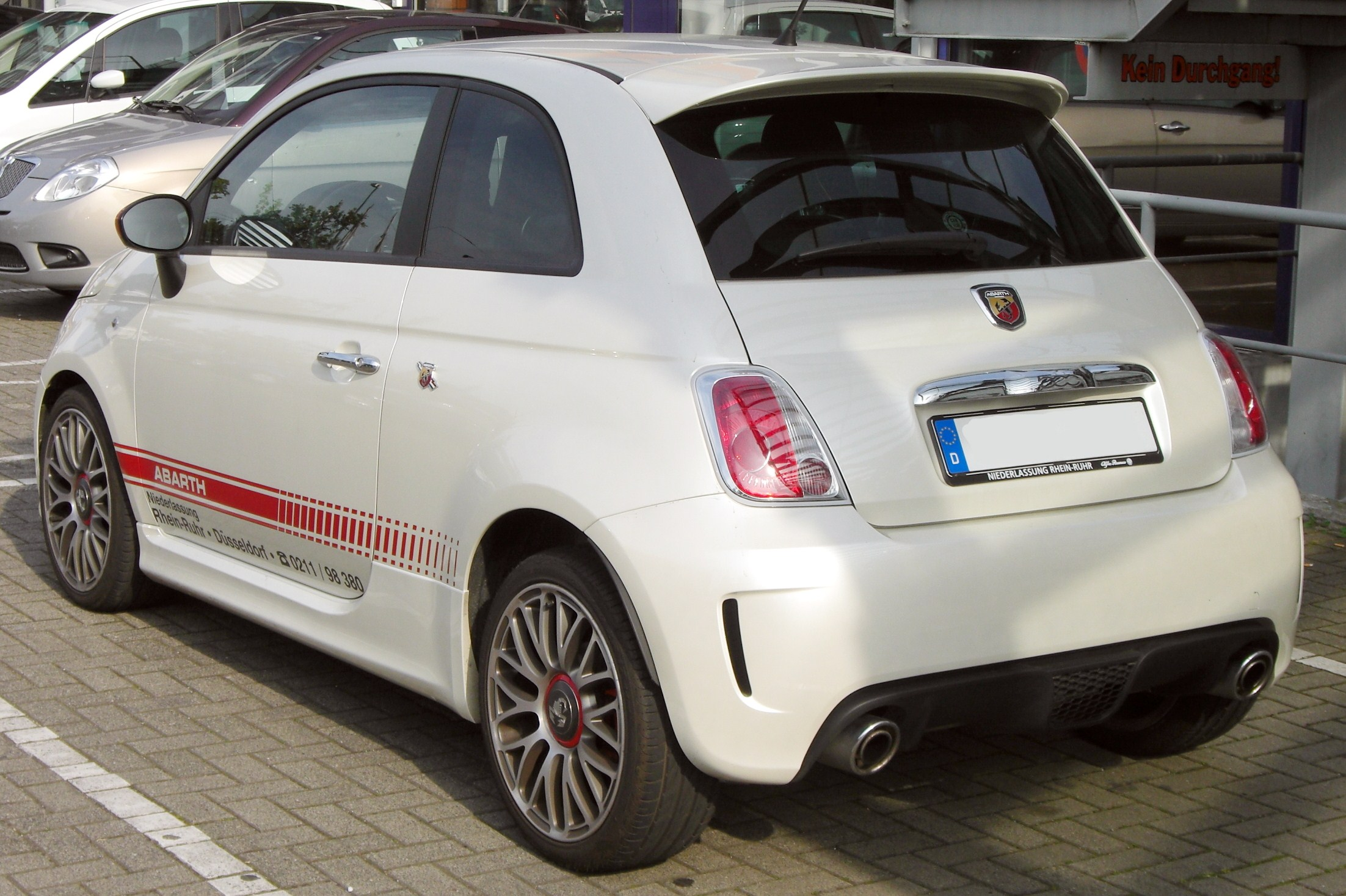
Abarth 500 I - tył

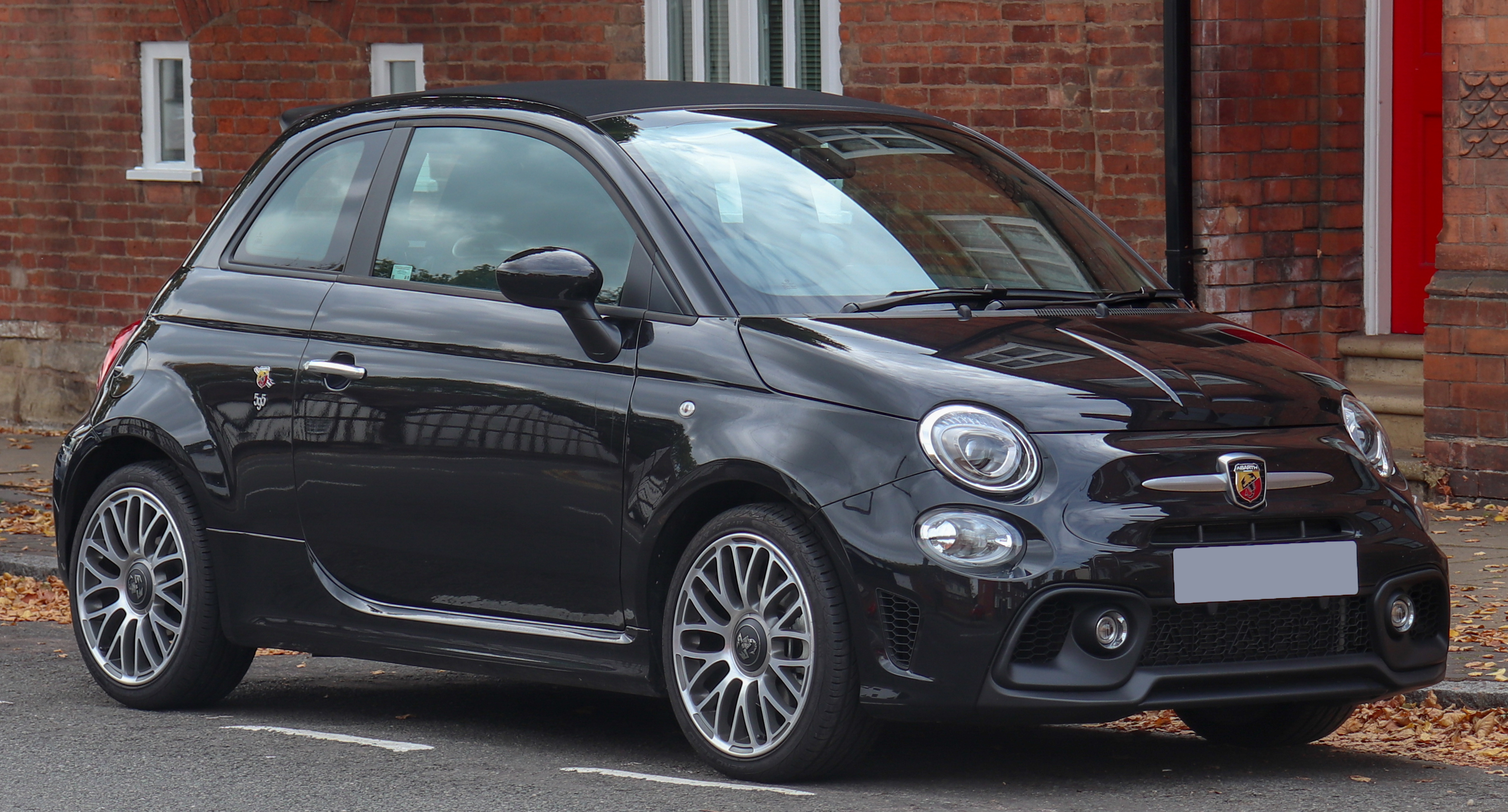
Abarth 595C I po liftingu

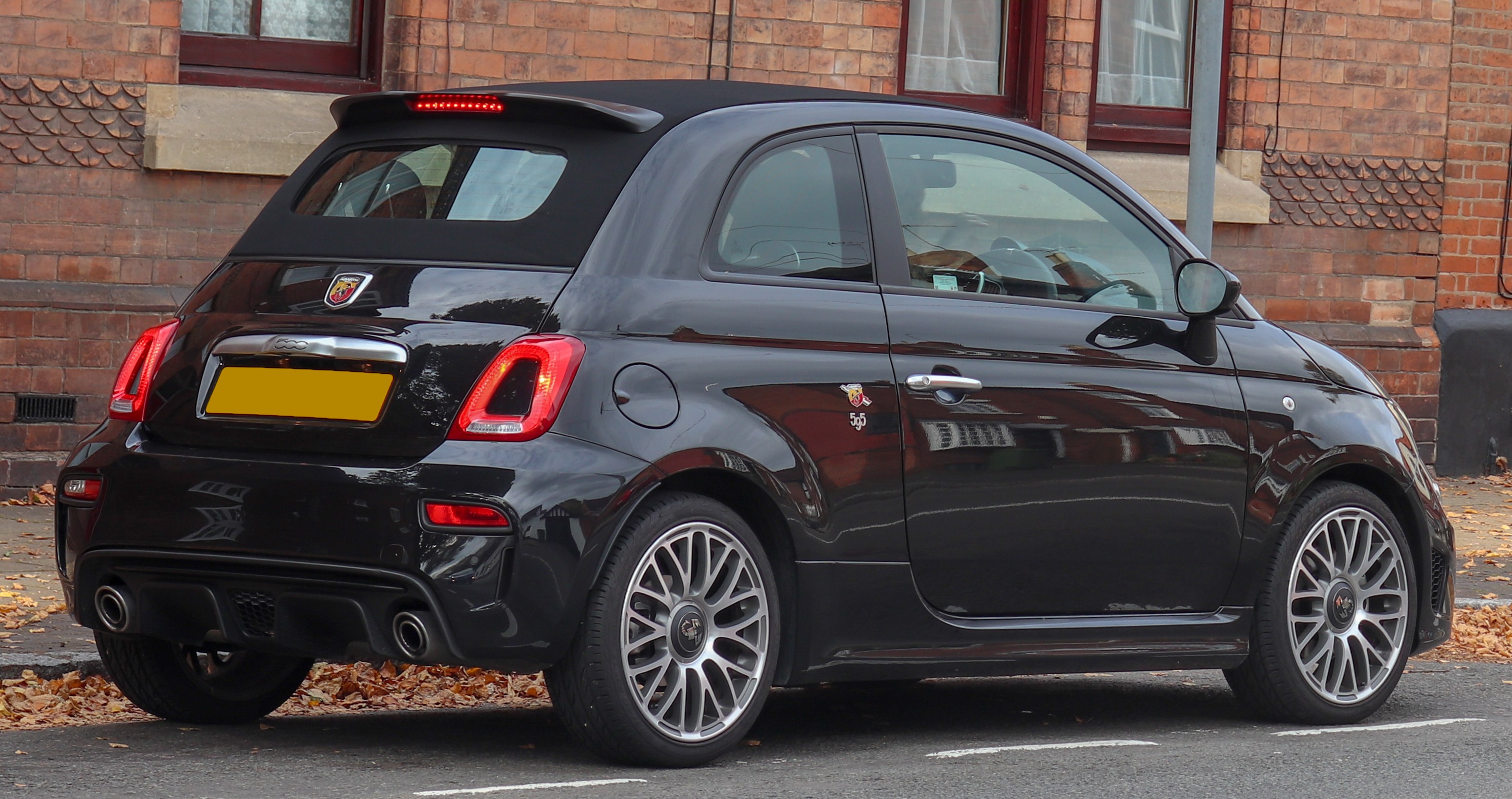
Abarth 595C I - tył po liftingu

Abarth 500 I zostałz aprezentowany po raz pierwszy w 2008 roku.
Światowa premiera miała miejsce podczas marcowego salonu samochodowego Geneva Motor Show. Pojazd przyjął rolę sportowej odmiany Fiata 500.
Samochód występuje w wersji hatchback i cabrio. Wersja hatchback w podstawowej wersji jest dostępna z silnikiem 1.4 T-Jet o mocy 135 KM, a cabrio z także silnikiem 1.4 T-Jet, ale o mocy o 5 KM większej. Obie wersje nadwoziowe rozpędzają się do prędkości 205 km/h.
W 2015 roku samochód przeszedł face lifting, po którym zmieniono nazwę na Abarth 595. Zmodernizowano pas przedni, w tym wprowadzono nowy, większy wlot powietrza. Przeprojektowano także zderzak przedni z silniej zaakcentowanym dyfuzorem. Wewnątrz poprawiono materiały wykończeniowe, przemodelowano m.in.: kierownicę i zegary. Wszystkie wersje pojazdu, są od face liftingu wyposażone standardowo w system UconnectTM z dotykowym wyświetlaczem o przekątnej 5 cali. Na liście opcji znajdziemy jego ulepszoną wersję z 7-calowym ekranem HD i cyfrowym radiem DAB. Zmodernizowano także gamę silnikową.
W 2020 roku z okazji świętowania przez markę swojego 70-lecia, producent zorganizował akcję „Wycieczka po Europie w 1949 godzin”. Zgodnie z pierwotnymi założeniami, pod koniec lutego Abarth 695 70° Anniversario wyruszył z Holandii w liczącą 3700 km trasę, odwiedzając po drodze Belgię, Niemcy, Szwajcarię, Włochy, Francję, Hiszpanię oraz Portugalię. Na mecie w Lizbonie miał pojawić się po 81 dniach, czyli w połowie kwietnia. Jednak z powodu trwającej wówczas pandemii koronawirusa samochód jedynie zdążył dojechać do Niemiec, gdzie skierowany był na przymusowy postój. Po zniesieniu obostrzeń samochód wrócił do Turynu. 6 lipca z niezmienioną trasą samochód ponownie ruszył w podróż.

### Wersje specjalne
- Abarth 500 esseesse

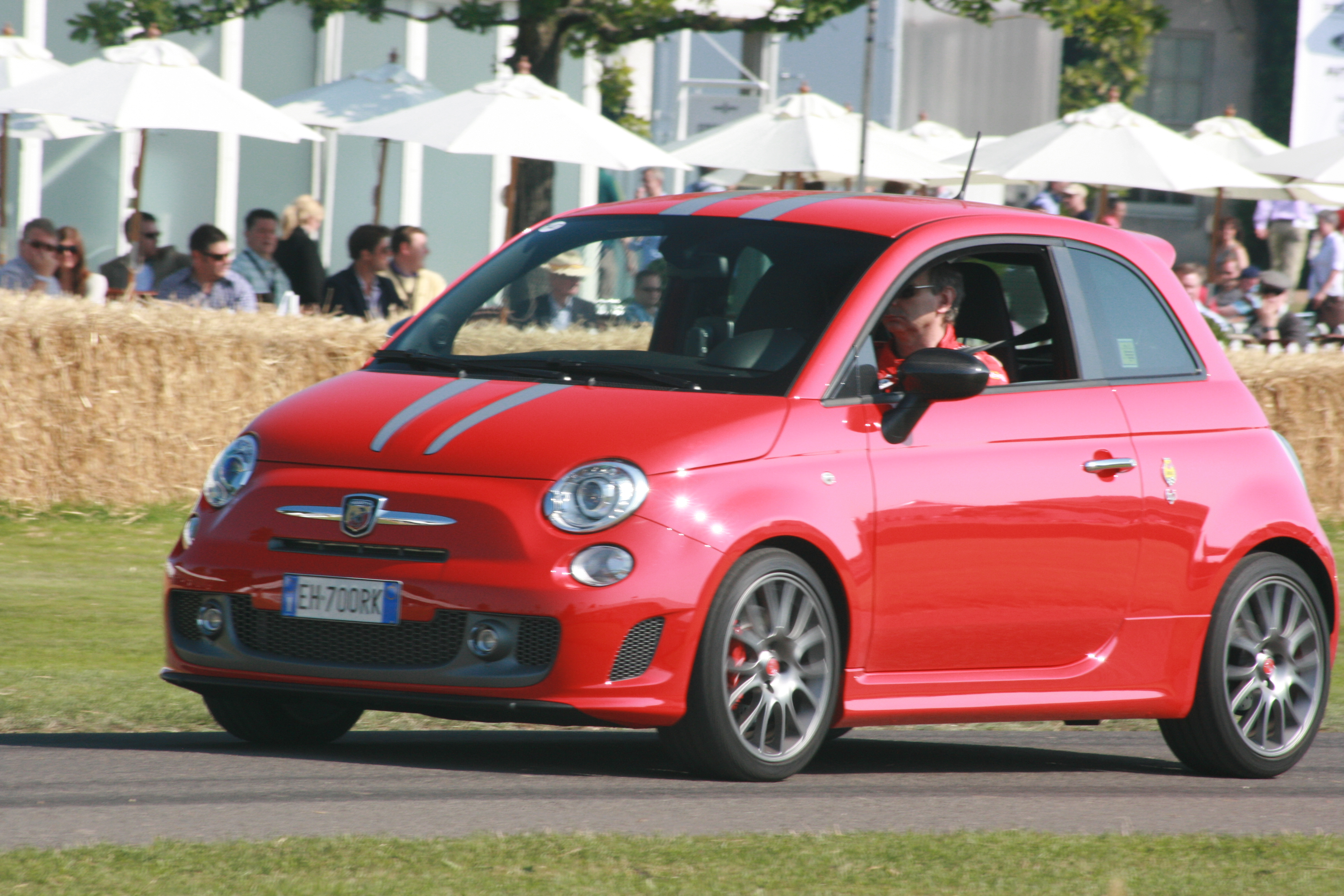
Abarth 695 Tributo Ferrari

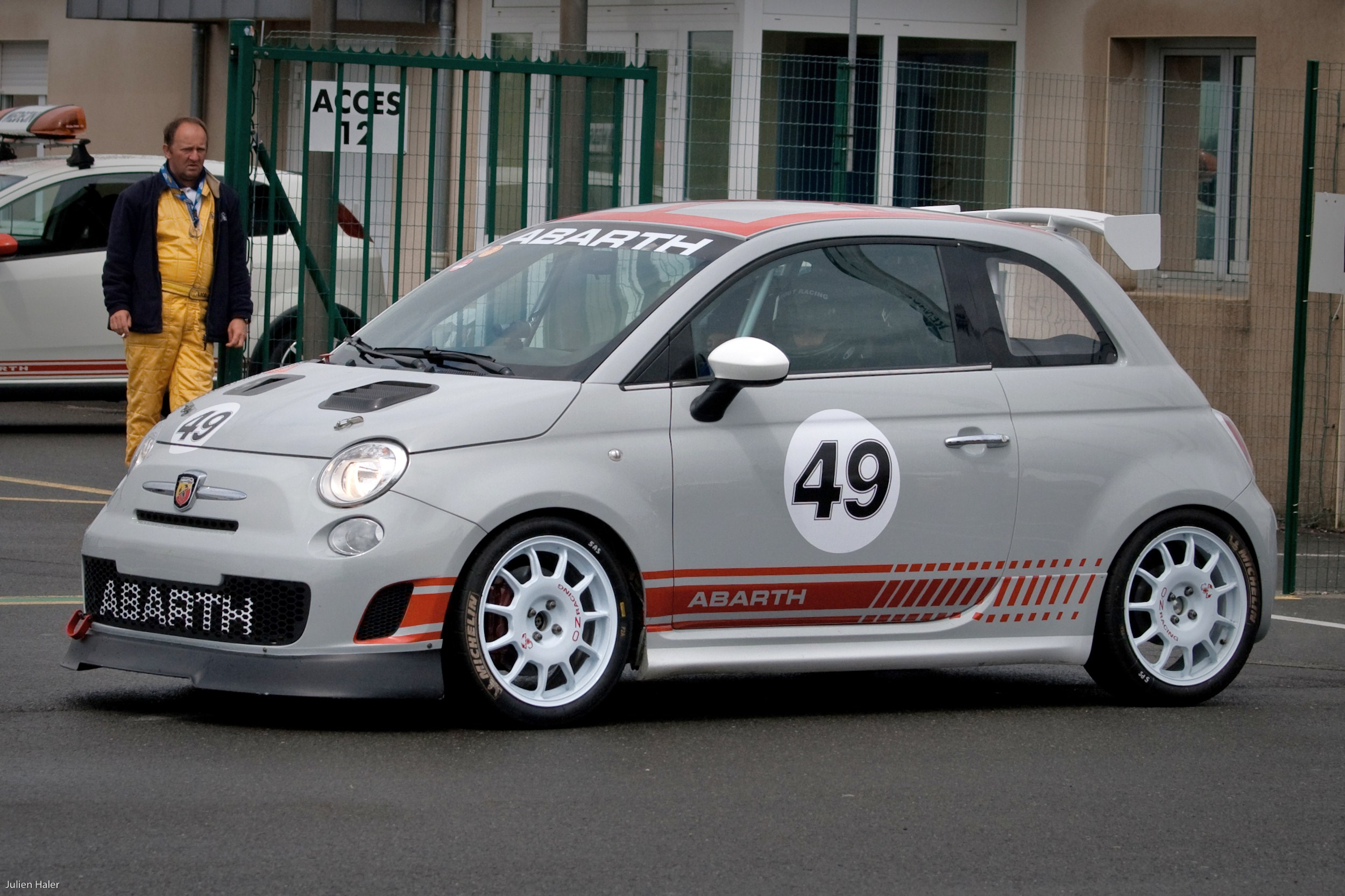
Abarth 500 Assetto Corse

Jest mocniejszą wersją Abartha 500. Samochód dysponuje mocą 160 KM, dzięki czemu do 100 km/h rozpędza się w 7,4 s. Maksymalna prędkość 500 esseesse wynosi 211 km/h.
- Abarth 695 Tributo Ferrari

695 Tributo Ferrari ma pod maską 180-konny silnik. Dzięki takiej mocy, mały Abarth rozpędza się do 225 km/h. Do "setki" samochód rozpędza się w niespełna 7 sekund.
- Abarth 500 Assetto Corse

Abarth 500 Assetto Corse został wyprodukowany w limitowanej edycji 49 sztuk. Każdy samochód jest wyposażony w turbodoładowany silnik Fiata 1.4 mocy 200 KM, a pojazd waży tylko 930 kg.
- Abarth 500 Abarth 595 50th Anniversary

Abarth 500 Abarth 595 50th Anniversary został wyprodukowany w limitowanej edycji 299 sztuk. Każdy samochód jest wyposażony w turbodoładowany silnik Fiata 1.4 o T-Jet mocy 180 KM
- Abarth 500 R3T Rally

Abarth 500 występuje także w wersji rajdowej R3T Rally. Samochód ma pod maską silnik 1.4 o mocy 180 KM. Abarth przedstawił tę wersję na 51. Rajdzie San Remo. Auto startuje w klasie R3T. Samochód wyposażony jest w 6-biegową sekwencyjną skrzynię biegów firmy Sadev z mechanizmem różnicowym o zwiększonym tarciu, dwu tarczowe sprzęgło firmy AP Racing, zawieszenie z możliwością indywidualnej regulacji twardości i wysokości Extreme Tech. Wewnątrz posiada on bardzo mocno rozbudowaną klatkę bezpieczeństwa, fotele kubełkowe z pasami szelkowymi 6 punktowymi, ciekłokrystaliczny wyświetlacz - Dash dający kierowcy informacje o parametrach pracy silnika i skrzyni biegów. W Polsce pierwszy egzemplarz został zaprezentowany w grudniu 2012 poprzez 44tuning Rally Team. Oficjalna prezentacja samochodu odbyła się w firmowym salonie firmy Abarth w Warszawie. Premierowy start i pierwsze kilometry rajdowe po polskich drogach Abarth 500 R3T z powodzeniem wykonał podczas Jubileuszowej 50 Barbórki Warszawskiej. Jest to egzemplarz dysponujący lepszymi parametrami. Moc silnika została poprawiona do 218 KM a moment obrotowy aż na 397 Nm. Wprowadzone zostały także zmiany homologacyjne w przeniesieniu napędu (np: piasty) oraz w osprzęcie silnika (np: intercooler). Samochód został specjalnie wyważony celem spełnienia homologacyjnej wagi w klasie R3T w wysokości 1080 kg.

## Druga generacja
Abarth 500 II został zaprezentowany w listopadzie 2022 roku.